# Muzan-e

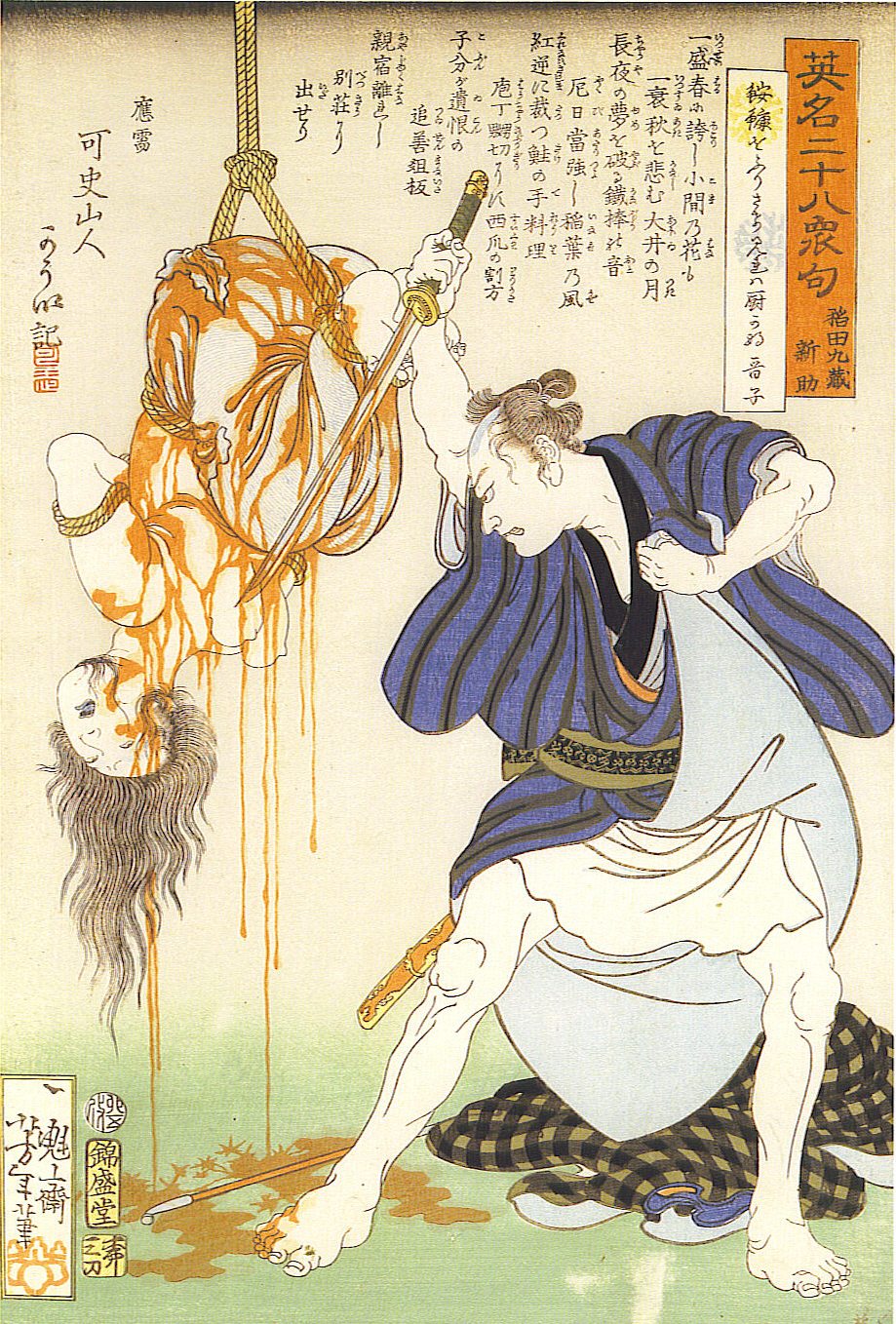
«Asesinato de Ohagi por Saisaburô», Veintiocho asesinatos famosos con verso (1867)

Muzan-e (無残絵), también conocido como «Grabados Sangrientos», hace referencia a los grabados xilográficos japoneses de carácter violento publicados a finales de los periodos Edo y Meiji.
Uno de los ejemplos más tempranos y conocidos es la colección Veintiocho Asesinatos Famosos con Verso (英名二十八衆句 eimei nijūhasshūku?) de los artistas Yoshitoshi y Yoshiiku de la década de 1860, que representaba varios actos truculentos de asesinato o tortura basados en hechos históricos o escenas de obras de teatro kabuki.

## Recepción
Aunque la mayoría de las obras son únicamente violentas por naturaleza, es quizá el primer ejemplo conocido de ero-guro o erotismo grotesco en la cultura japonesa, un subgénero artístico que representa imágenes eróticas o extremas de violencia y mutilación. El Muzan-e ha influido en muchos formatos artísticos actuales y el ero-guro se puede encontrar en el manga con las obras de Suehiro Maruo, Shintaro Kago o Toshio Maeda; en muchas películas como el movimiento de la película rosa; en la mayoría de las obras del director Takashi Miike; e incluso en artistas no japoneses como Trevor Brown.
Muzan se traduce del japonés como crueldad o atrocidad, y se dice que las obras sembraron el pánico entre la población en el momento de su publicación, ya que la extrema violencia representada en los cuadros se consideraba un signo de decadencia social y moral.